# Nazanin Vaseghpanah

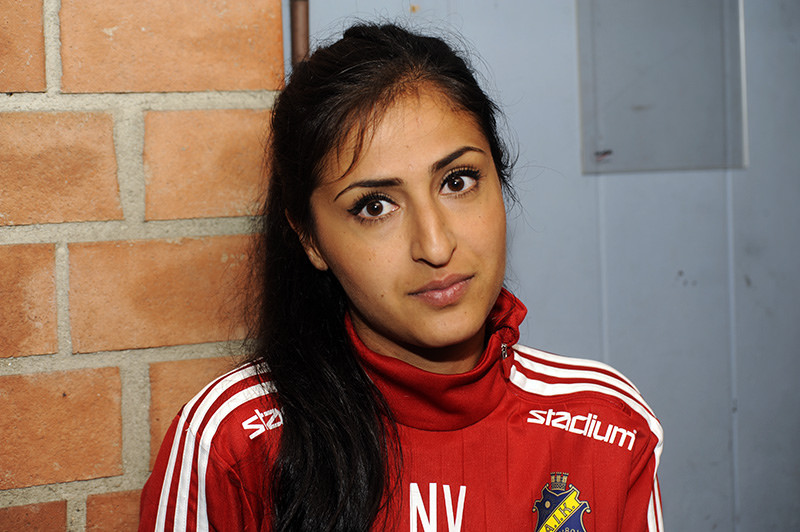
Vaseghpanah als Trainerin des AIK Solna (2015)

Nazanin  Kabodvand Vaseghpanah, genannt "Naza" (* 29. Mai 1987 in Teheran), ist eine schwedische Fußballspielerin iranischer Herkunft.
Vaseghpanah kam im Alter von zwei Jahren nach Schweden und begann bereits im Alter von fünf Jahren beim Reymersholms IK zu spielen. 2003 wechselte sie zum AIK, mit dem sie 2006 Torschützenkönigin der zweiten Liga wurde. 2008 und 2009 spielte sie in der Damallsvenskan bei Hammarby IF und erzielte in der Saison 2008 acht Treffer. Darüber hinaus spielte sie in der schwedischen U-21/23-Mannschaft und absolvierte auch zwei Spiele in der Nationalmannschaft. 2010 kehrte sie zum AIK zurück, mit dem sie anschließend für eine Saison in die Damallsvenskan aufstieg. 2012 beendete sie Karriere als aktive Fußballerin. Im Januar 2015 wurde sie dann zunächst Assistenztrainer bei der Damenmannschaft des AIK und stieg im Sommer desselben Jahres dann zu ihrem Cheftrainer auf.
Neben ihrer Tätigkeit als Trainer beim AIK spielt Vaseghpanah auch Futsal mit der schwedischen Nationalmannschaft.
Vaseghpanah heiratete im September 2012 und wurde Anfang 2013 Mutter einer Tochter.